# Vasili Perovski
Vasili Alekséyevich Perovski (en ruso: Василий Алексеевич Перовский; Póchep, Oriol 1795 - Alupka, Crimea 1857) fue un noble imperial ruso que sirvió como general y estadista.

## Biografía
Vasilil Perovski nació el 9 de febrerojul./ 20 de febrero de 1795greg. en Póchep, entonces parte del Virreinato de Oriol (Imperio ruso) como hijo ilegítimo del conde Alekséi Kirílovich Razumovski, hijo de Kiril Razumovski, que fue nombrado Ministro de Educación Nacional, y de María Mijáilovna Sobolevskaya, una plebeya. Es hermano de Alekséi Perovski, escritor más conocido con su seudónimo Antoni Pogorelski (1786-1836), del gobernador Nikolái Perovski (1785-1858) y de Lev Perovski (1792-1856), quien fue Ministro del Interior de 1841 a 1852, durante el reinado de Nicolás I.
Perovski estudió en la Universidad Estatal de Moscú y tras graduarse engrosó el séquito del zar Alejandro I en 1811, durante la invasión napoleónica de Rusia. Participó en la batalla de Borodinó, tras la que fue hecho prisionero por los franceses cuando se retiraba hacia Moscú. No abandonaría su cautiverio hasta 1814.

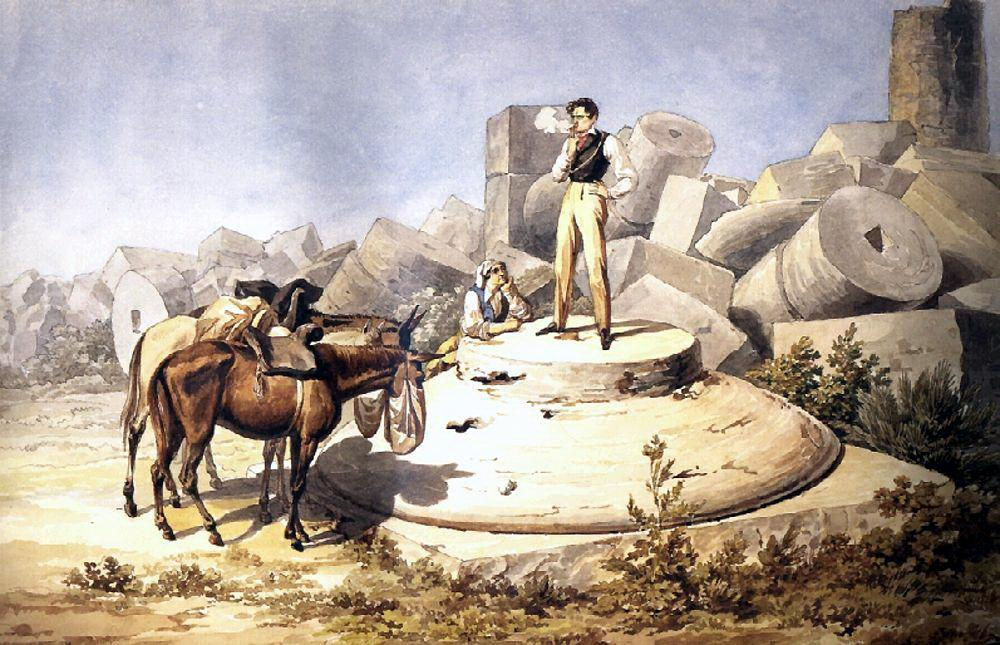
Retrato realizado por Karl Briulov en 1824

Perovski participó también en la guerra ruso-turca (1828-1829), en la que fue herido de gravedad. En 1833, Perovski fue nombrado gobernador de Oremburgo, entonces frontera imperial suroriental frente a territorios como el Emirato de Bujará. En 1839 lideró una invasión contra el Kanato de Jiva con el doble objetivo de liberar prisioneros rusos secuestrados en las fronteras rusas en el Mar Caspio y vendidos por asaltantes turcomanos durante incursiones y para expandir el control fronterizo ruso sobre la zona de Asia Central en el Gran Juego (los británicos estaban inmersos en la primera guerra anglo-afgana). La expedición militar de Perovski contó con 5 200 soldados de infantería y 10 000 jinetes de camellos. La pobre planificación se juntó con la mala suerte y el avance debió ser detenido a finales de noviembre de 1839, cuando empezó uno de los peores inviernos de la zona en mucho tiempo. En febrero de 1840, la expedición de Perovski volvió a Oremburgo, llegando a la ciudad en mayo tras haber sufrido mil bajas por el frío y la enfermedad.

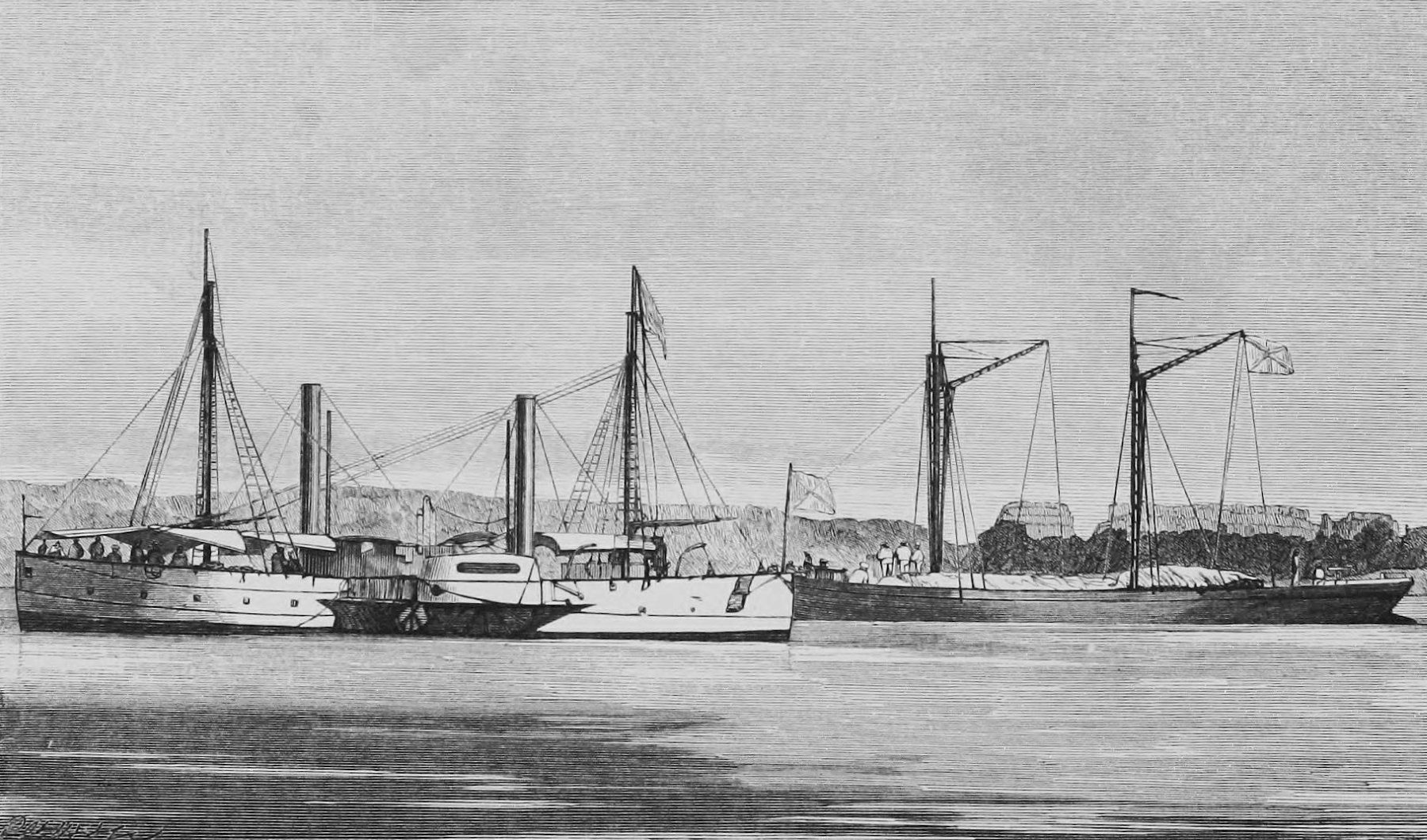
La Flotilla Aral de Perovski en la década de 1850. Uno de los barcos de vapor lleva su nombre.

En 1842, Perovski fue sustituido como gobernador de Oremburgo, cargo que volvería a ostentar entre 1851 y 1857. Tras ser sustituido, se le volvió a encomendar dirigir campañas contra los Kanatos de Jiva y Kokand. En esta ocasión, la invasión fue mucho más fructifera, tomando los rusos la fortaleza de Ak-Mechet, uno de los fuertes más importantes de Kokand, en 1853. La fortaleza fue renombrada como Fuerte Perovski. El éxito militar y el avance ruso hicieron firmar al kanato de Jiva una serie de concesiones en un tratado de 1854 con el Imperio ruso con el que este ganaba terreno y seguridad en su frontera en Asia Central.
En 1855, con el nombramiento de Alejandro II como zar de Rusia, Vasili Alekséyevich Perovski fue nombrado conde por derecho propio.

Murió el 8 de diciembrejul./ 20 de diciembre de 1857greg. en la localidad crimeana de Alupka, entonces parte de la Gobernación de Táurida. Su sobrino, Alekséi Tolstói, trasladado a Crimea tras la reciente guerra en la zona, fue uno de los presentes en el entierro. 

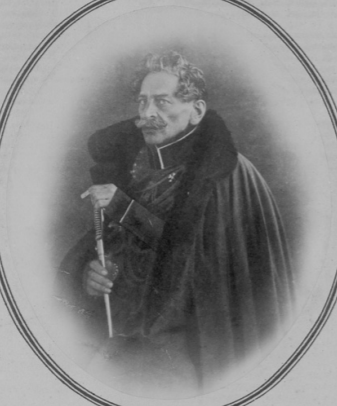
Retrato del conde Vasili Alekseyévich Perovski en la década de 1850. Su dedo índice izquierdo, sustituido por una prótesis de oro, que perdió en la batalla de Borodinó.

## Honores

### Eponimia

#### Lugares
- La fortaleza Ak-Mechet ha sido nombrada en su honor como Perovsk (1867-1925) y Fuerte Perovski (1853-1867), lo que hoy es la ciudad de Kyzylorda, Kazajistán.

#### Géneros
- (Lamiaceae) Perovskia Kar., 1841 (sin. Salvia subg. Perovskia (Kar.) J.B.Walker, B.T.Drew y J.G.González, 2017)